# Trirhithrum quadrimaculatum
Trirhithrum quadrimaculatum
 es una especie de insecto del género Trirhithrum de la familia Tephritidae del orden Diptera. 
White la describió científicamente por primera vez en el año 2003.